# Norman Steenrod
Norman Earl Steenrod (Dayton, Ohio, 22 de abril de 1910 – Princeton, 14 de outubro de 1971) foi um matemático estadunidense. Conhecido por seu trabalho na área da topologia algébrica.
Seu livro The Topology of Fibre Bundles é uma obra de referência padrão. Em colaboração com Samuel Eilenberg foi um dos fundadores da abordagem axiomática da homologia.

## Publicações
- Steenrod, N. E. (1962),  Epstein, D. B. A., ed., Cohomology operations, ISBN 978-0-691-07924-0, Annals of Mathematics Studies, 50, Princeton University Press, MR 0145525[3]